# Mispila annulicornis
Mispila annulicornis là một loài bọ cánh cứng trong họ Cerambycidae.